# Бизярская волость
Бизярская волость — волость (низшая административно-территориальная единица) в составе Осинского уезда Пермской губернии Российской Империи и РСФСР. Ныне территория Пермского района Пермского края России. Волостной центр с. Бизярский завод.

## История
Постановление Осинской административной комиссии при отделе управления уисполкома об упразднении в целом Бизярской волости и присоединении завода Бизяр с выселками и выселка Челяба к Бымовской волости, а села Аннинского — к Комаровской волости вышло 25.03.1923 года (ГАПО Ф.р-356. Оп.1. Д.54. Л.35-38 об.)
Упоминается в Приложении к Постановлению Президиума ВЦИК от 12.11.1923 (необходимые исправления границ Уральской области): «В Верхкамский округ перевести … из пределов автономной Башкирской С.С.Р.: а) северную часть объединенной Бизярской волости».

## Состав
По состоянию на 1904 год в состав волости входили: село Бизярский завод, деревня Челяба, выселки Верх-Лекминский, Верхне-Бизярский.